# Хмеленка (приток Лемовжи)
Хмеленка — река на территории России, правый приток Лемовжи, протекает по Волосовскому району Ленинградской области. Исток реки — в болотах южнее деревни Домашковицы, впадает в Лемовжу в 39 км от её устья, западнее деревни Сосницы. Длина реки составляет 15 км.
Примерно в 15 километрах от устья Хмеленки протекает одноимённая река, впадающая в Веряжку.

## Данные водного реестра
По данным государственного водного реестра России относится к Балтийскому бассейновому округу, водохозяйственный участок реки — Луга от водомерного поста Толмачёво до устья. Относится к речному бассейну реки Нарва (российская часть бассейна).
Код объекта в государственном водном реестре — 01030000612102000026213.